# Aït Saïd
Ait Said (franska: Ait Said (CR), Ait Said (Commune Rurale), arabiska: تمنار (البلدية)) är en kommun i Marocko.   Den ligger i provinsen Essaouira och regionen Marrakech-Safi, i den centrala delen av landet, 400 km sydväst om huvudstaden Rabat. Antalet invånare är 7 081.